# 對立教宗伍西諾
伍西諾（拉丁語：Ursicinus，4世紀—381年）是4世紀天主教會一位對立教宗。先前，教宗之位基於對阿利烏教派（亞流派）的觀點分裂成教宗利伯略與對立教宗斐理斯二世。斐理斯和利伯略分別在365年、366年去世。
在新的教宗選舉中，斐理斯的支持者選出達瑪穌一世，利伯略的支持者選出伍西諾，於是羅馬又有了兩個教宗。不過，伍西諾在位不到一年，367年他被宣布為對立教宗。

## 另見
- 對立教宗